# Ageratina oppositifolia
Ageratina oppositifolia là một loài thực vật có hoa trong họ Cúc. Loài này được (A.Gray) B.L.Turner mô tả khoa học đầu tiên năm 1987.